# Icarus Falls
Icarus Falls é o segundo álbum de estúdio do cantor britânico Zayn. O seu lançamento ocorreu em 14 de dezembro de 2018 através da RCA Records.

## Antecedentes
Originalmente com lançamento programado para setembro de 2017, o álbum inclui Timbaland como um dos seus produtores.

## Lançamento e promoção
O álbum foi lançado em 14 de dezembro de 2018.

#### Singles
O álbum foi precedido pelo lançamento de seis singles: "Let Me" foi lançado em 12 de abril de 2018, como o primeiro single, e chegou ao número 20 da UK Singles Chart. "Entertainer" foi lançado em 23 de maio de 2018, como o segundo single, e atingiu o número 95 da mesma parada musical. "Sour Diesel" foi lançado em 18 de julho de 2018, como terceiro single. "Too Much", que conta com a participação do produtor Timbaland, foi lançado em 2 de agosto de 2018, como quarto single. "Fingers" foi lançado em 18 de outubro de 2018, como quinto single, e "No Candle No Light", que tem a participação da rapper Nicki Minaj, foi lançado como sexto single em 16 de novembro do mesmo ano.

#### Singles promocionais
"Rainberry" foi lançado como o primeiro single promocional em 30 de novembro de 2018, juntamente com a pré-venda do álbum no ITunes. "Good Years" foi lançado em 6 de dezembro como o segundo single promocional do disco. "There You Are" foi lançada a 12 de dezembro como terceiro single promocional.

#### Outros singles
Apesar de os singles "Still Got Time" e "Dusk Till Dawn" - em que participam, respectivamente, o rapper PartyNextDoor e a cantora Sia - terem sido lançados inicialmente como os dois primeiros singles do álbum, as faixas estão apenas incluídas na versão japonesa do LP.

## Recepção crítica
Icarus Falls recebeu, em geral, avaliações positivas da crítica especializada. Em 28 de dezembro de 2018, o álbum possuía uma média de 69 pontos (de 100) no site Metacritic, tal como o seu álbum de estreia a solo, Mind of Mine (2016).
O NME considerou que Zayn "atinge seu potencial" em Icarus Falls e que o álbum possui um senso de estilo variado. O NME acrescentou ainda o seguinte: "Dividido pela faixa “Icarus Falls”, o registro é dividido em dois, uma indicação do desejo aparente de Zayn de ser considerado um artista sério. Independentemente do tom, cada música é perfeitamente trabalhada."
O The Independent considerou que, em Icarus Falls, a voz de Zayn leva os fãs "através de passagens de esperança, drogas, sedução e evasão". A mesma publicação afirmou que no álbum "Não há nada aqui nada muito superior às músicas de sucesso das rádios pop, mas é tudo decente, repleto de faixas mid-tempo".
Para a Pitchfork, Icarus falls é um bom álbum pop de "alto conceito". A publicação afirmou que o álbum "mostra o carisma relutante de Zayn e a voz de canções de amor em meio a pegadas de R&B que estão totalmente imersas no presente".

## Recepção comercial
Apenas tendo em conta os números da semana de lançamento, Icarus Falls foi um estrondoso fracasso comercial para um artista do estatuto de Zayn: no Reino Unido, o álbum estreou em no nº 77 e no Estados Unidos entrou na posição nº 61. Em comparação, Mind of Mine entrou diretamente para a primeira posição das principais tabelas de álbuns de ambos os territórios.

## Lista de faixas
A edição padrão do álbum conta com 27 faixas, enquanto a edição japonesa conta com 29.
| N.º | Título                                                 | Compositor(es) | Produtor(es)                    | Duração |  |
| 1.  | "Let Me"                                               | Zayn Malik · Michael Hannides · Khaled Rohaim · Anthony Hannides · Alan Sampson                                     | Rohaim · MakeYouKnowLove · Zayn | 3:05    |  |
| 2.  | "Natural"                                              | |                                 |         |  |
| 3.  | "Back to Life"                                         | |                                 |         |  |
| 4.  | "Common"                                               | |                                 |         |  |
| 5.  | "Imprint"                                              | |                                 |         |  |
| 6.  | "Stand Still"                                          | |                                 |         |  |
| 7.  | "Tonight"                                              | |                                 |         |  |
| 8.  | "Flight of the Stars"                                  | |                                 |         |  |
| 9.  | "If I Got You"                                         | |                                 |         |  |
| 10. | "Talk to Me"                                           | |                                 |         |  |
| 11. | "There You Are"                                        | Malik · Levi Lennox · M. Hannides · A. Hannides · Joseph Garrett                                                    | Lennox · MakeYouKnowLove        | 3:19    |  |
| 12. | "I Don't Mind"                                         | |                                 |         |  |
| 13. | "Icarus" (Interlude)                                   | |                                 |         |  |
| 14. | "Good Guy"                                             | |                                 |         |  |
| 15. | "You Wish You Knew"                                    | |                                 |         |  |
| 16. | "Sour Diesel"                                          | Malik · James Ryan Ho · Rob Cavallo                                                                                 | Cavallo · Malay                 | 4:03    |  |
| 17. | "Satisfaction"                                         | |                                 |         |  |
| 18. | "Scripted"                                             | |                                 |         |  |
| 19. | "Entertainer"                                          | Malik · Henrique Andrade · Alexandre Bursztyn · Iliana Nedialkova                                                   | Andrade · Bursztyn              | 3:22    |  |
| 20. | "All That"                                             | |                                 |         |  |
| 21. | "Good Years"                                           | Malik · M. Hannides · A. Hannides · Rohaim · Herbert St. Clair Crichlow                                             | Rohaim · MakeYouKnowLove        | 3:00    |  |
| 22. | "Fresh Air"                                            | Malik · M. Hannides · A. Hannides · Emanuel Kiriakou · Clarence Coffee Jr. · Jessica Ashley Karpov                  |                                 |         |  |
| 23. | "Rainberry"                                            | Malik · Oriet · Phelan · Norton                                                                                     | Saltwives                       | 2:51    |  |
| 24. | "Insomnia"                                             | Malik · Oriet · Phelan · Samuel Dew                                                                                 |                                 |         |  |
| 25. | "No Candle No Light" (com participação de Nicki Minaj) | Malik · Tushar Apte · Brittany "Chi" Coney · Brian Lee · Kathryn Osterberg · TJ Routon · Denisia "Blu Jane" Andrews | Apte · Sawyr · Lee              | 3:15    |  |
| 26. | "Fingers"                                              | Malik · Oriet · Phelan                                                                                              | Saltwives                       | 2:51    |  |
| 27. | "Too Much" (com participação de Timbaland)             | Malik · Angel Lopez · Timothy Mosley · Federico Vindver                                                             | Timbaland · Lopez · Vindver     | 3:07    |  |

| Faixas bônus da edição japonesa |                                                      |                                                           |                           |         |  |
| N.º                             | Título                                               | Compositor(es)                                            | Produtor(es)              | Duração |  |
| 28.                             | "Dusk Till Dawn" (com participação de Sia)           |                                                           |                           |         |  |
| 29.                             | "Still Got Time" (com participação de PartyNextDoor) | Malik · Jahron Brathwaite · Shane Lindstrom · Adam Feeney | Murda Beatz · Frank Dukes | 3:08    |  |

## Histórico de lançamento
| País  | Data                   | Formato(s)       | Gravadora   | Referências |
| ----- | ---------------------- | ---------------- | ----------- | ----------- |
| Mundo | 14 de dezembro de 2018 | Download digital | RCA Records | [ 14 ]      |